# Open de Charleroi
L'Open de Charleroi è stato un torneo professionistico di tennis giocato su campi in sintetico indoor. Faceva parte dell'ATP Challenger Series. Si giocava annualmente a Charleroi in Belgio.

## Albo d'oro

### Singolare
| Anno       | Campione              | Finalista           | Punteggio      |
| ---------- | --------------------- | ------------------- | -------------- |
| 1995       | Juan Luis Rascón Lope | Chris Wilkinson     | 6–7, 6–3, 7–6  |
| 1996- 1999 | Non disputato         | Non disputato       | Non disputato  |
| 2000       | Jan Siemerink         | Paradorn Srichaphan | 7–6(2), 7–6(8) |

### Doppio
| Anno       | Campioni                     | Finalisti                        | Punteggio        |
| ---------- | ---------------------------- | -------------------------------- | ---------------- |
| 1995       | Tom Kempers Stephen Noteboom | Lionnel Barthez Rodolphe Gilbert | 7–6, 7–6         |
| 1996- 1999 | Non disputato                | Non disputato                    | Non disputato    |
| 2000       | Petr Pála Pavel Vízner       | Aleksandar Kitinov Lovro Zovko   | 6(7)–7, 7–5, 6–1 |